# Linear Predictive Coding
La Codificació Predictiva Lineal  és un tipus de codificació àmpliament utilitzada en àudio digital.
En sistemes de processament de veu, s'usa partint de la idea que la veu es pot modelar com una combinació lineal de p mostres anteriors més un senyal d'error.
{\displaystyle s[n]=(\sum _{k=1}^{p}a_{k}s[n-k])+e[n]}
On els coeficients {\displaystyle a_{k}} es denominen  coeficients LPC  (linear prediction coding).